# Bradfield (Essex)
Bradfield is een civil parish in het bestuurlijke gebied Tendring, in het Engelse graafschap Essex. De plaats telt 1112 inwoners.